# Запорожский автомобилестроительный завод
ПАО «Запорожский автомобилестроительный завод» (ПАО «ЗАЗ») (укр. ПАТ «Запорізький автомобілебудівний завод» (ПАТ «ЗАЗ»), ранее «Автомобильный завод „Коммунар“») — советское и украинское предприятие, производящее легковые автомобили, а также фургоны и автобусы. Является головным заводом корпорации «УкрАВТО». С 2018 года признан банкротом.
На заводе существует полный цикл автомобилестроительного производства — от штамповки металлопроката в прессовом производстве и автоматизированных и роботизированных линий сварки, окраски и сборки до проведения ТО авто, реализованных в сети автосалонов.
Основное производство находится в Коммунарском районе города Запорожье;
в качестве ключевого производственного подразделения выступало предприятие Ильичёвский завод автомобильных агрегатов (ИЗАА) (закрыт в 2015 году), после — Мелитопольский моторный завод (МеМЗ).
В 1991—2014 годах — лидер украинского автопрома. С момента независимости Украины и до 2014 года завод выпускал до 300—400 тыс. автомобилей в год, большая часть из них шла на экспорт.
С 2014 года производство снизилось в десятки раз, к 2018 году завод прекратил выпуск легковых автомобилей, выпуская только автобусы, фургоны и автокомпоненты.
6 декабря 2018 года начата процедура банкротства завода, имущество было выставлено на торги. В том же 2018 году предприятие получило 1,07 млрд грн чистой прибыли, тогда как в 2017 году убыток составлял 287,75 млн грн. С 2019 года до сентября 2020 года завод не производил легковых автомобилей. До конца 2020 года (за сентябрь-декабрь), по данным ассоциации «Укравтопром», завод выпустил 816 легковых автомобилей, а также 69 автобусов..

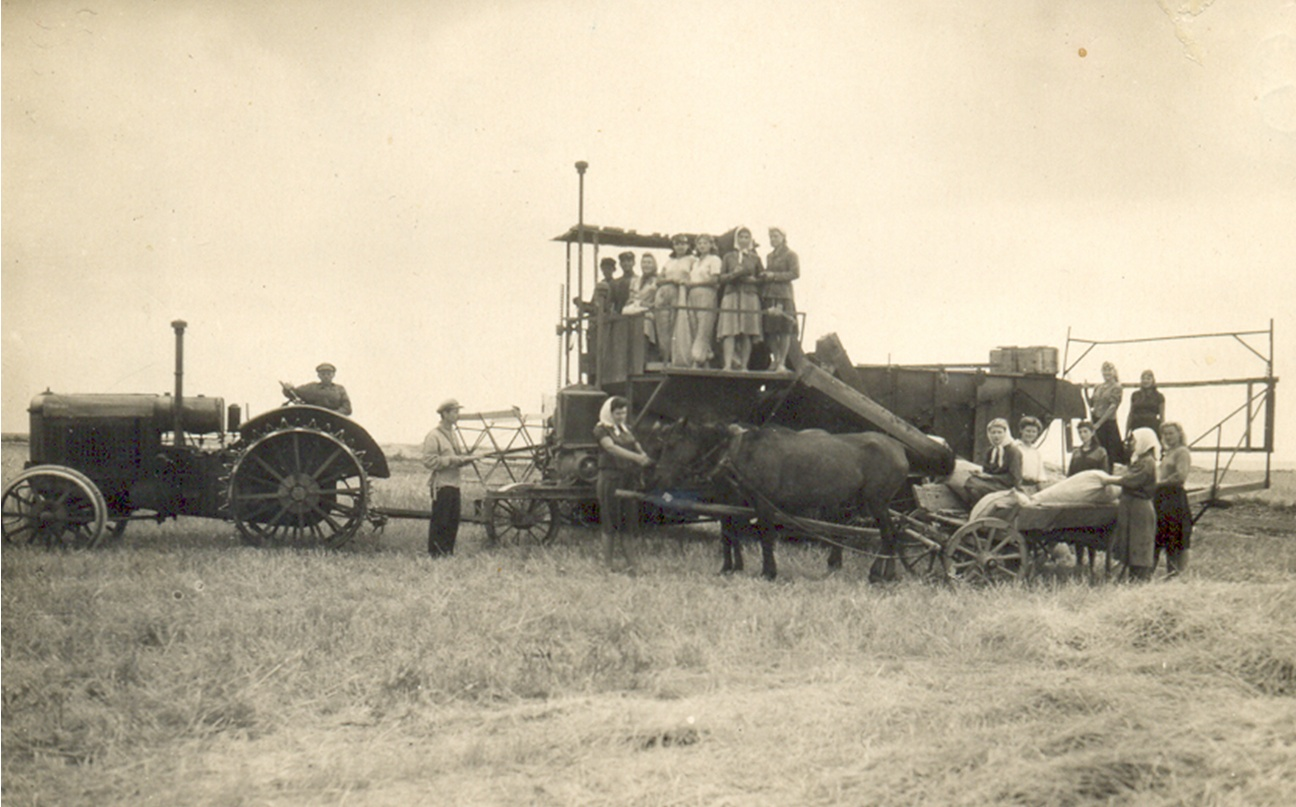
Комбайн «Коммунар» (1934 год)

## История

### Российская империя
Датой создания завода принято считать 1863 год, когда меннонит Абрагам Яковлевич Коп открыл в колонии Шёнвизе кузницу соломорезок и железных деталей к ветряным мельницам. Затем мастерские преобразовали в завод сельскохозяйственных машин, выпускавший жатки, молотилки, буккеры и плуги. В 1908 году было основано предприятие, впоследствии превратившееся в Мелитопольский моторный завод (МеМЗ).

### СССР

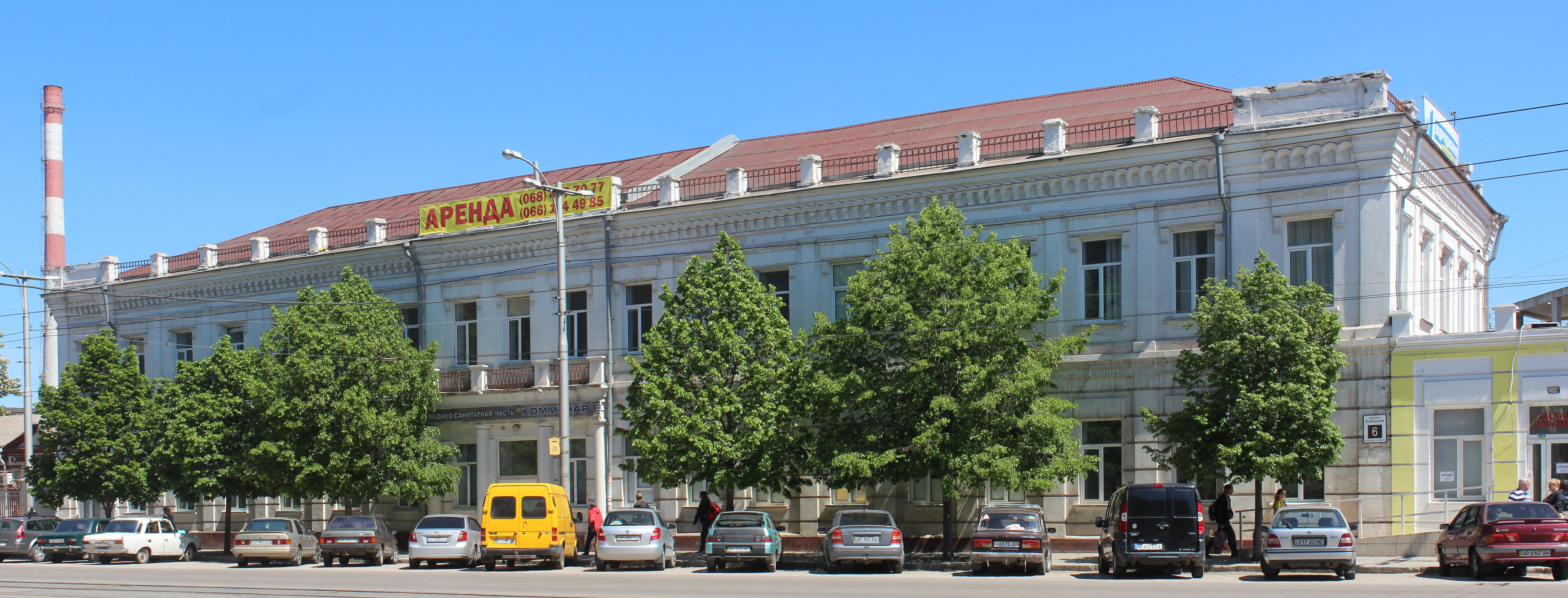
Медико-санитарная часть АвтоЗАЗ.
В прошлом — доходный дом Минаева

В 1923 году бывший завод Абрагама Копа был переименован в «Коммунар». Однако направление деятельности сохранилось, с учётом появления новой сельскохозяйственной техники — тракторов, уборочных комбайнов и другой сельскохозяйственной техники. На заводе был выпущен первый советский зерноуборочный комбайн «Коммунар».

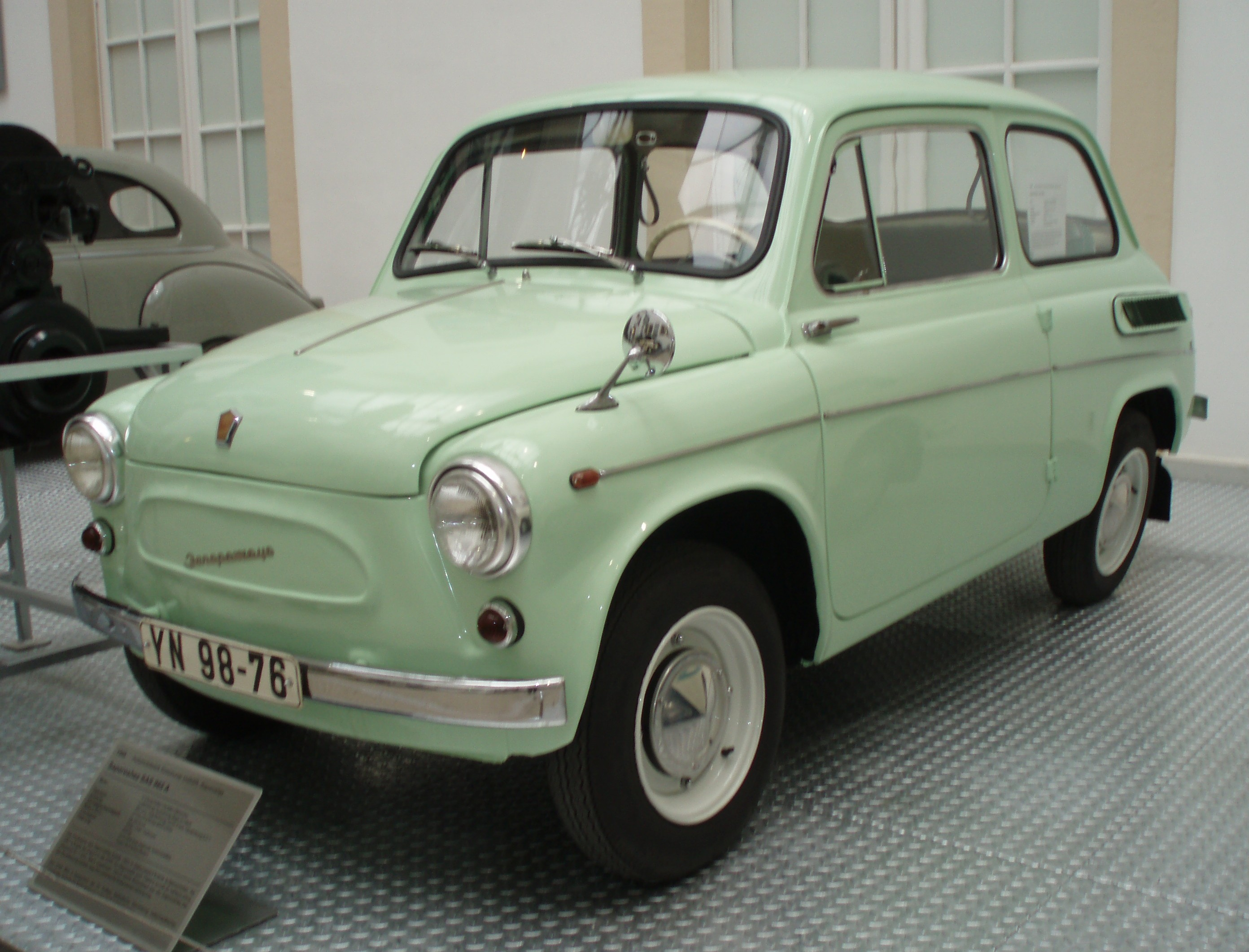
ЗАЗ-965А Запорожец

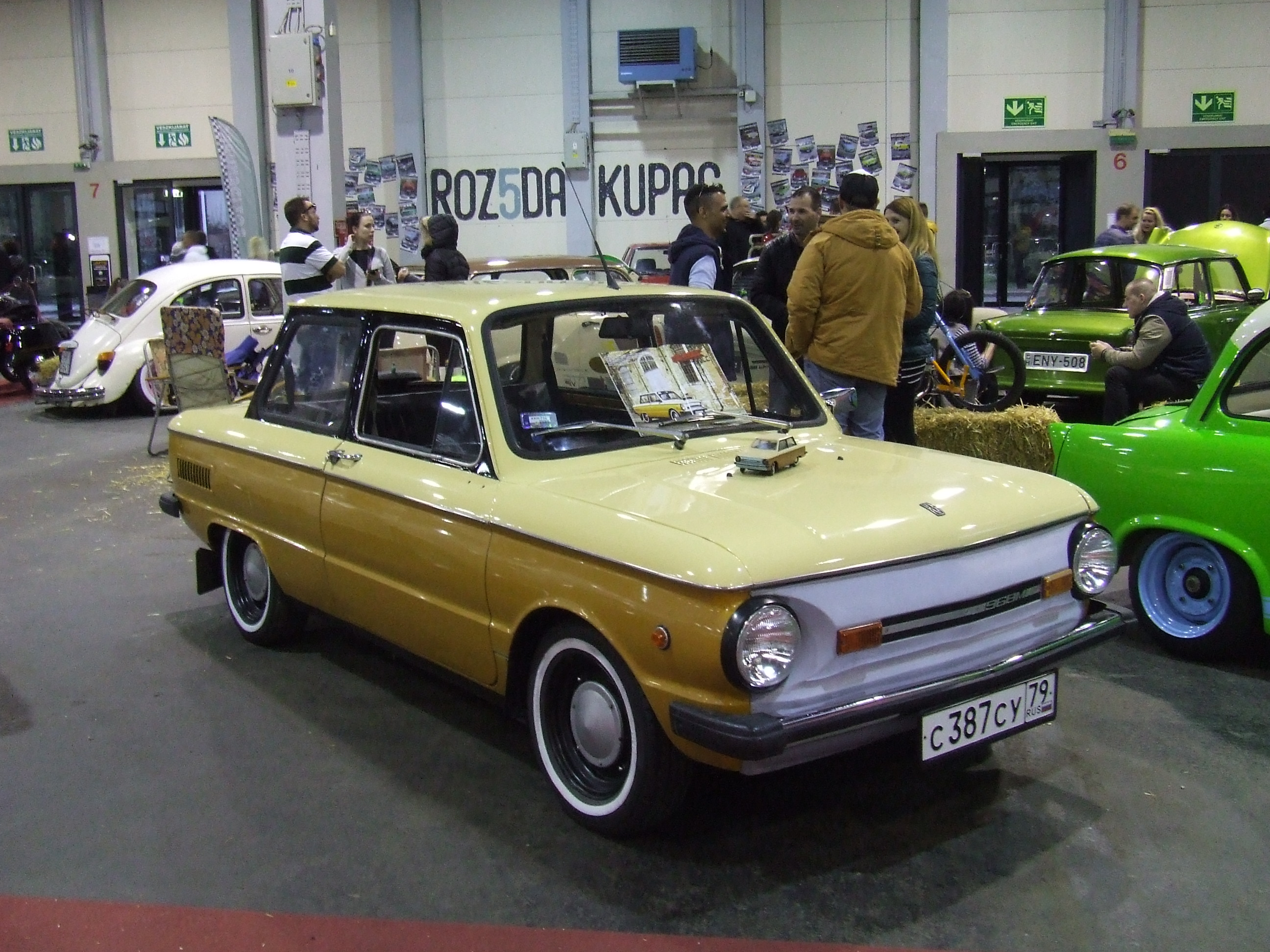
ЗАЗ-968М «Запорожец»

В 1961 году завод «Коммунар» был переименован в «Запорожский автомобильный завод». Он занялся производством единственной модели автомобиля — ЗАЗ-965 («Москвич-444»/«Москвич-560»), вошедшего в историю как «Горбатый Запорожец», который был разработан на МЗМА, но был передан для производства на ЗАЗ.

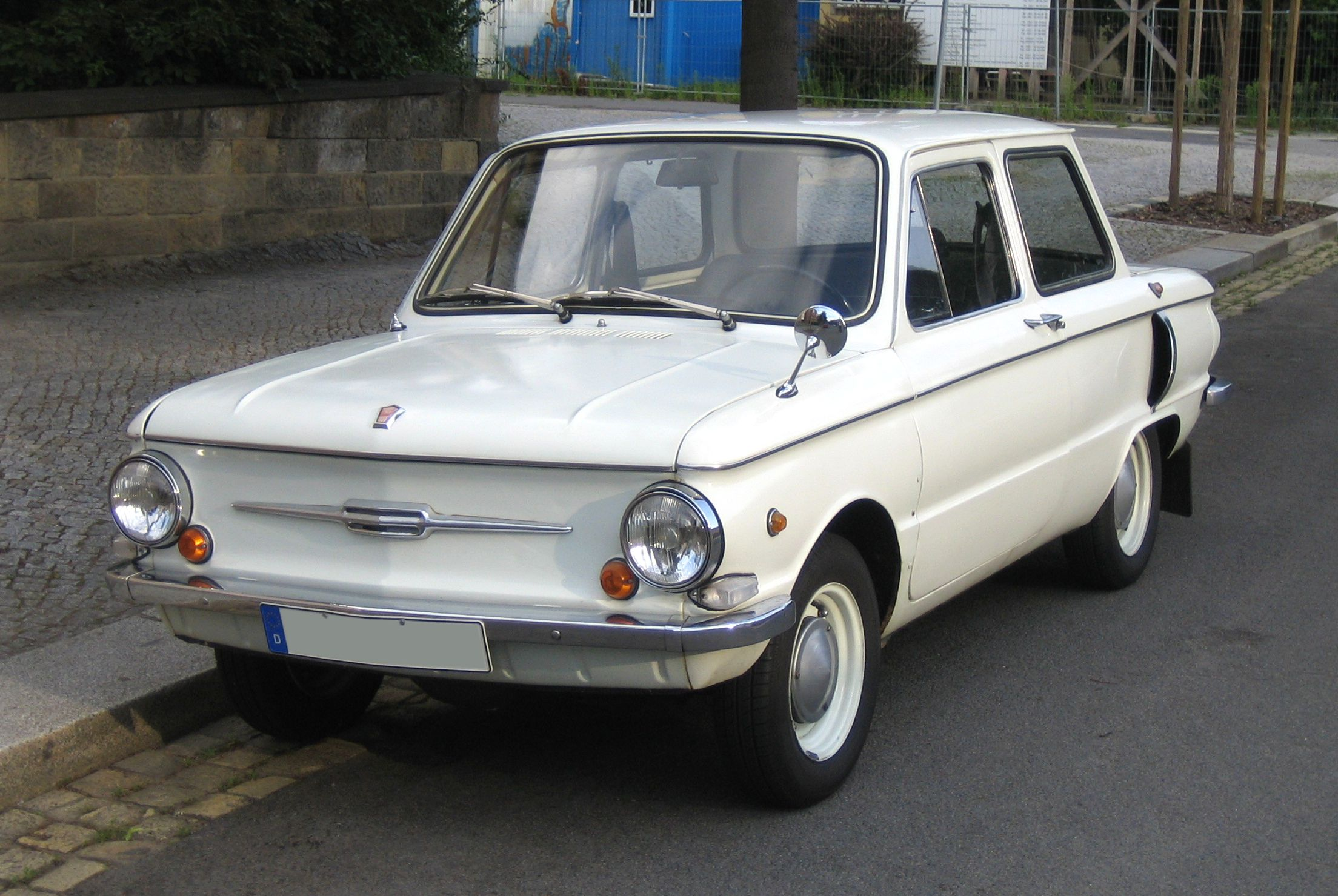
ЗАЗ-968А «Запорожец» (1973—1979)

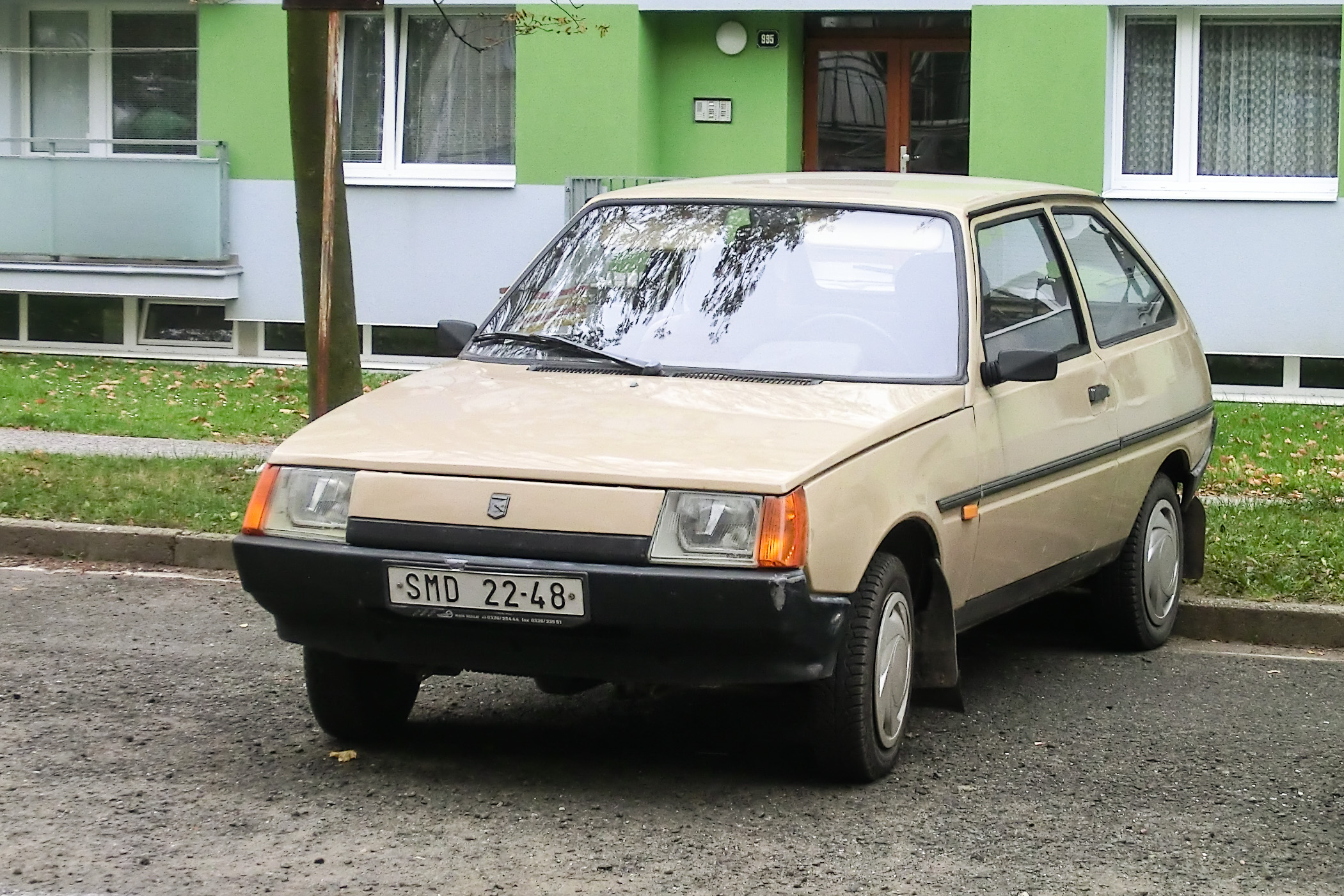
ЗАЗ-1102 «Таврия» (1987—2008)

В 1966 году ЗАЗ начал производить модель ЗАЗ-966, которая кардинально отличалась от своего предшественника. В 1979 году был запущен в массовое производство ЗАЗ-968М.
В 1986 году по контракту с итальянской «фабрикой фабрик» Comau на ЗАЗ был создан новый производственный комплекс, включивший в себя: цех сварки кузовов, цех окраски, цех сборки. В 1987 году начался выпуск автомобилей ЗАЗ-1102 «Таврия» — первых автомобилей завода с жидкостным охлаждением двигателя. В 1989 году стало известно о разработке новых моделей на базе "Таврии" - пятидверного ЗАЗ-1105 и автомобиля с кузовом "универсал". В октябре 1989 года завод изготовил трёхмиллионный автомобиль.

### Украина

#### 1990-е
1 июля 1994 года закончилось производство автомобиля ЗАЗ-968М, последнего заднемоторного автомобиля ЗАЗ. Всего (с 1960 по 1994 гг.) в Запорожье было изготовлено 3 422 444 автомобиля «Запорожец».
В середине 1990-х сложная финансовая ситуация на заводе усугубилась тем, что всю валютную выручку надо было сдавать государству, что повлекло основательное вымывание оборотных средств. Чтобы завод удержался на плаву, директор занялся поиском инвестора в среде лидеров мирового автопрома. В поле зрения попали сначала Peugeot, потом Fiat, а в 1995 году General Motors. На переговоры в Киев прилетал даже первый вице-президент General Motors. Однако руководители Минпромполитики остановились на варианте создания совместного предприятия с концерном Daewoo, с уставным капиталом в 150 млн долл. Несогласный с этим директор Степан Кравчун написал заявление об уходе.
В июне 1996 года Кабинет министров Украины утвердил решение о приватизации завода.
В августе 1997 года завод был включён в перечень предприятий, имеющих стратегическое значение для экономики и безопасности Украины.
В 1998 году завод начал сотрудничество с корпорацией Daewoo, в связи с чем создаётся ЗАО «Совместное украино-корейское предприятие с иностранной инвестицией „АвтоЗАЗ-Daewoo“» (укр. скорочена назва: ЗАТ „АвтоЗАЗ-Деу“, повна назва: Спільне українсько-корейске підприємство з іноземною інвестицією у форм закритого акцонерного товариства „АвтоЗАЗ-Деу“), в которое передаются все активы «АвтоЗАЗа». Начинается сборка новых автомобилей. Генеральным директором СП «АвтоЗАЗ — Daewoo» назначен А. Н. Сотников. На головном заводе организован выпуск качественно нового автомобиля ЗАЗ-1102 «Таврия-Нова». На ХРП «ИЗАА» завершены работы по подготовке производства и начата крупноузловая сборка автомобилей Daewoo: Daewoo Lanos, Daewoo Nubira, Daewoo Leganza.
В 1999 году начинается выпуск ЗАЗ-1103 «Славута» (с кузовом «пятидверный лифтбэк»), созданного на базе шасси «Таврии» и с участием её кузовных панелей. В разработке принимала участие компания Daewoo. Разработаны новые модели таврического ряда, среди них ЗАЗ-1105 «Дана» (с кузовом «пятидверный универсал»), в массовом производстве вскоре заменённая на ЗАЗ-1103 «Славута».

#### 2000-е
На базе индекса 11055 выпускаются различные модели пикапа.
В 2003 году концерн «Daewoo» продаёт свою долю в совместном предприятии, завод меняет название и превращается в закрытое акционерное общество с иностранной инвестицией «Запорожский автомобилестроительный завод» (укр. Спільне українсько-корейске підприємство з іноземною інвестицією у формі закритого акціонерного товариства „АвтоЗАЗ-Деу“ перейменовано в закрите акціонерне товариство з іноземною нвестицією „Запорізький автомобілебудівний завод“ (ЗАТ „ЗАЗ“) — Наказ №1 від 04.01.2003 р.).
В 2004 году завод пережил полное обновление средств производства. На производственных мощностях головного завода начинается производство автомобилей АвтоВАЗ (ВАЗ-21093 и ВАЗ-21099), GM-DAT («Ланос (Т-150)»), Opel Astra G («OTGF69-40» и «OTGF69-60»).
23 декабря 2004 года завод был исключён из перечня предприятий, имеющих стратегическое значение для экономики и безопасности Украины.
В 2005 году на ХРП «ИЗАА» подготовлены производственные мощности для выпуска автобусов «I-VAN» на базе шасси автомобиля «TATA».

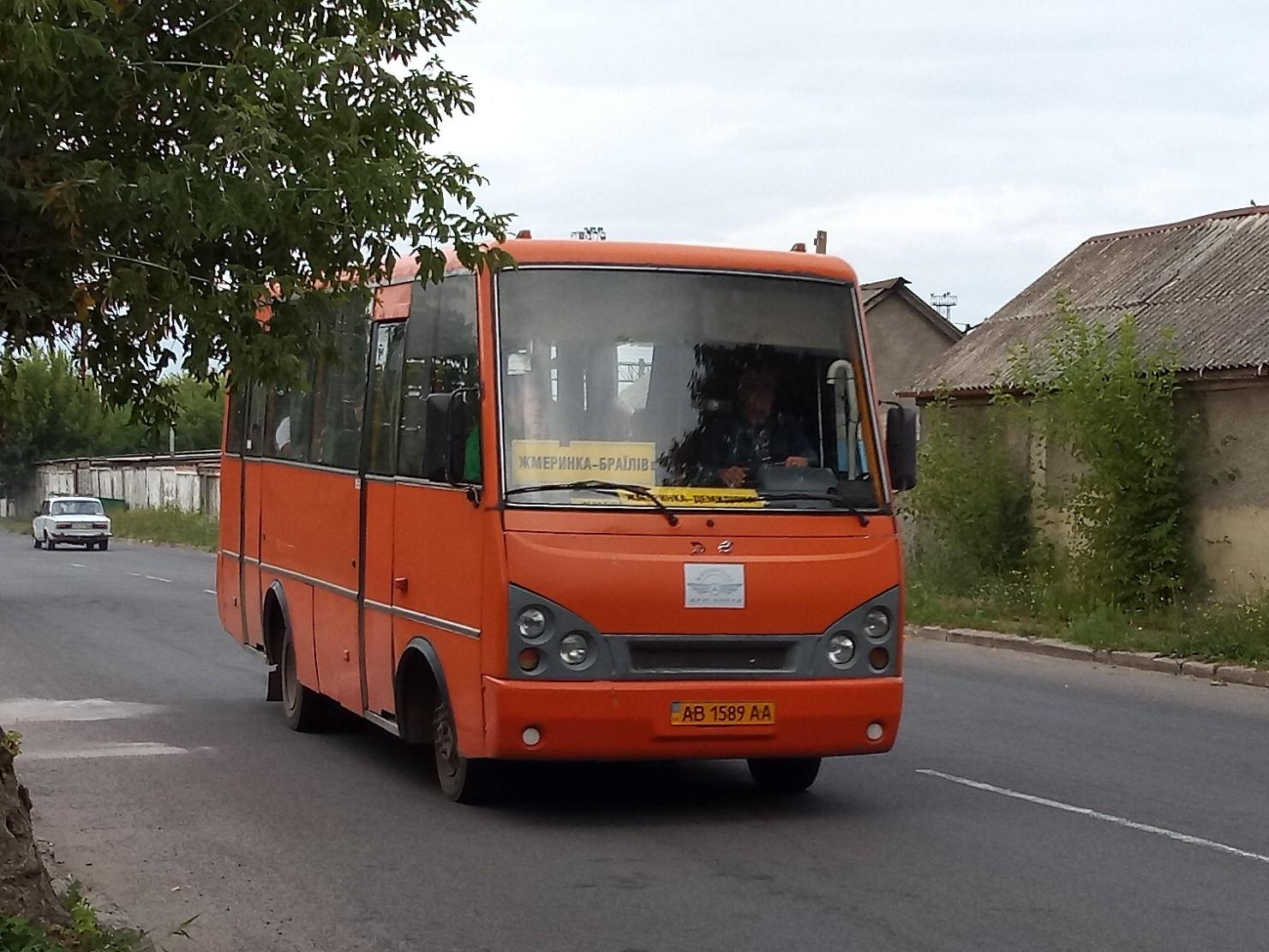
ЗАЗ A07A1 I-VAN

Для модели «ZAZ-Sens» на МеМЗ был разработан двигатель объёмом 1,4 литра, созданный на основе прежнего 1,3-литрового. Впоследствии автомобиль переименован в «Lanos 1.4».
В 2006 году ЗАО «ЗАЗ» подтверждает соответствие собственной системы управления качеством международному стандарту ISO 9001:2000. Продукция ЗАО «ЗАЗ» соответствует требованиям Евро 2. Освоен выпуск полуприцепов НХ2210 для перевозки легковых автомобилей. В этом же году была на ХРП «ИЗАА» освоена гамма легковых китайских автомобилей «Chery».
В 2007 году запущена программа локализации производства автомобиля Daewoo Lanos, проведён рестайлинг базовой модели, который получил название «ZAZ Lanos» (ЗАЗ Ланос T-150). Разработан и начат выпуск фургона на его базе.
19 сентября 2008 года была произведена последняя трёхдверная «Таврия».
Произведено техническое переоснащение прессового производства, модернизирована Воронежская автоматическая линия прессов: на прессы были установлены контроллеры Siemens Simatic S7-300, взамен старых Simatic S5, что позволило для осуществления операций загрузки заготовок в штамп и разгрузки из штампа оснастить линию роботами фирмы ABB. Установлена новая автоматическая линия прессов итальянской компании «AIDA S.r.l.», также оборудованная роботами фирмы ABB. Начала производиться штамповка крупных узлов автомобиля «Lanos» моделей T-100 и Т-150 в прессовом цехе завода. В состав цеха окраски добавился новый участок — окраски пластмассовых изделий, построенный по контракту немецкой компанией «Eisenmann».

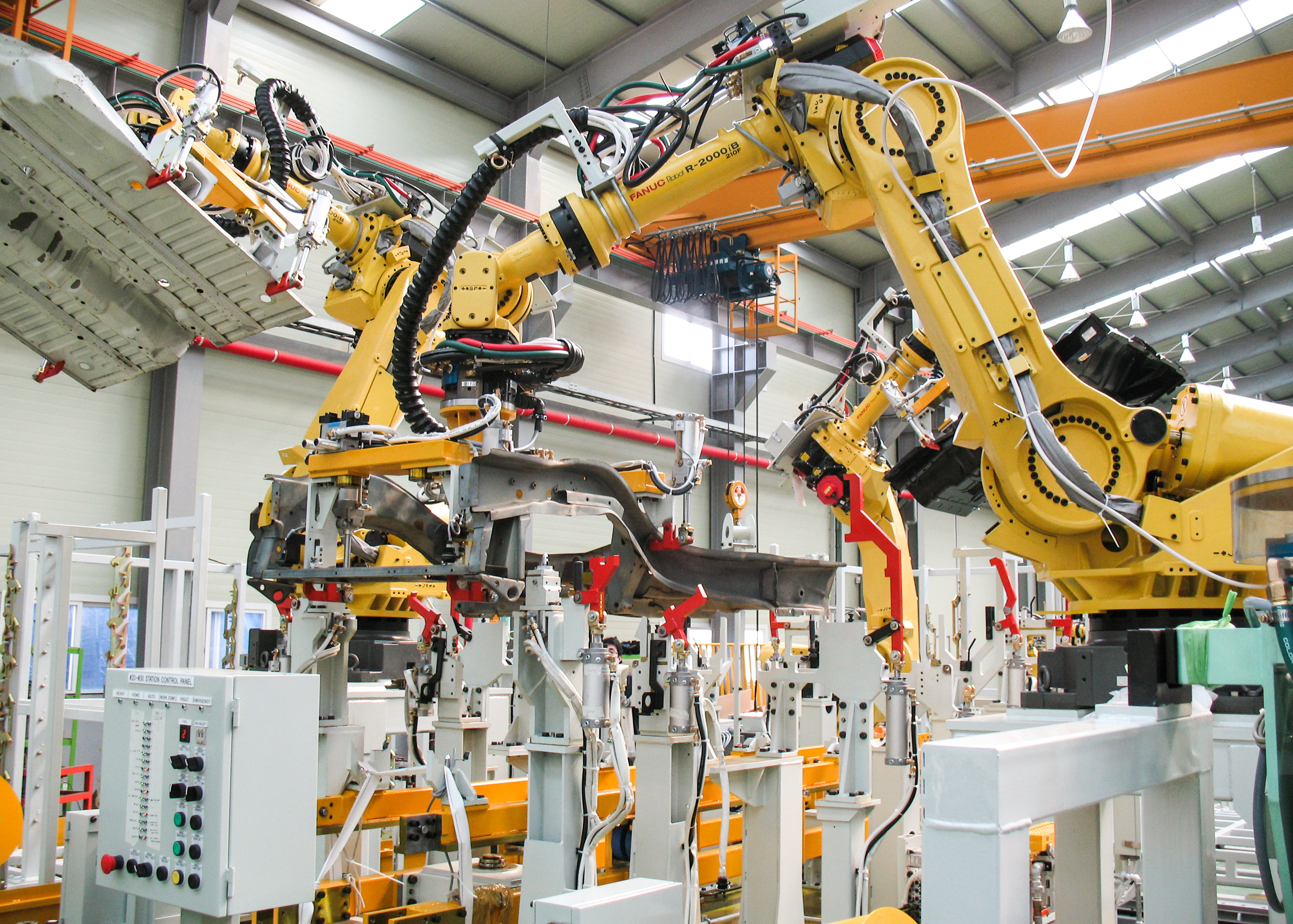
Промышленные роботы Fanuc R-2000iB, аналогичные используемым на участке сварки кузова «ZAZ Chance»

В 2009 году завод продолжил изготавливать модели на базе Daewoo Lanos с использованием украинских комплектующих (степень локализации версии с двигателем 1,5 составляет более 50 %, для двигателей 1,3 и 1,4 она ещё выше): ЗАЗ Lanos Hatchback, ЗАЗ Sens и ZAZ Chance; производил ЗАЗ-1103 «Славута»; собирал автомобили Chery и ВАЗ-210934-20. Было начато сотрудничество с Kia Motors по сборке Kia cee’d (пятидверный KIA Cee’d, трёхдверный спортивный хетчбэк) и Kia Sportage, но в серийное производство модели KIA не пошли.
В мае 2009 года Запорожский автозавод выиграл международный тендер на поставку автомобилей для ветеранов и инвалидов Азербайджана. 4 июня был подписан контракт на поставку 500 автомобилей. 29 июля Запорожский автозавод начал отгрузку первой партии продукции. В 2009 году вступил в строй новый роботизированный участок металлизации в цеху металлизации покрытий.
10 сентября 2009 года на лакокрасочном складе завода произошёл сильный пожар, в результате которого с ожогами различной степени тяжести госпитализированы трое сотрудников предприятия.

#### 2010-е

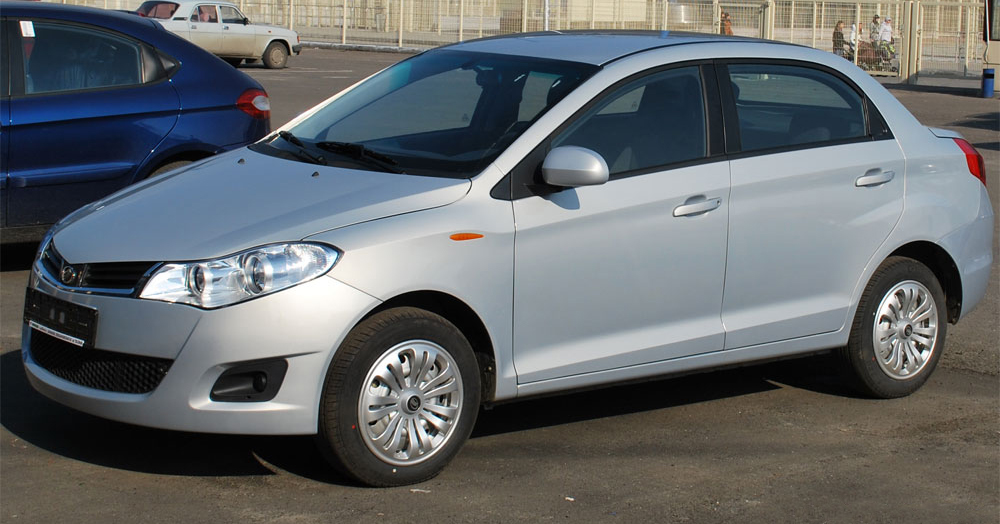
ЗАЗ Forza

С декабря 2010 года был начат выпуск нового автомобиля ЗАЗ Forza, аналогичного Chery A13.
В январе 2011 года были сняты с производства автомобили Славута (ЗАЗ-1103) и Таврия-пикап (ЗАЗ-110557) с учётом нерентабельности в связи с сокращением спроса.
В апреле 2011 года организационно-правовая форма компании была изменена на публичное акционерное общество (укр. Закрите акціонерне товариство з іноземною нвестицією „Запорізький автомобілебудівний завод“ (ЗАТ „ЗАЗ“) перейменоване в публічне акціонерне товариство „Запорізький автомобілебудівний завод“ (ПАТ „ЗАЗ“) — Наказ № 78 від 11.04.2011 р.), при этом завод технологически остается связанным с GD-DAT: с 2011 года на головном заводе вводятся производственные мощности для выпуска автомобилей проекта T-25X (T-250NB, T-255HB, T-259), изготовленные в 2006 году GM-DAT для варшавского завода FSO. Массовый выпуск новых моделей запланирован с декабря 2011 года.
13 марта 2012 года начались продажи новой модели ZAZ Vida на Украине. В сентябре 2012 года ЗАЗ планировал начать продажи модели в России. 23 ноября 2012 года завод приостановил производство до 6 февраля 2013 года.
В октябре 2013 года ЗАЗ стал одним из трёх предприятий Украины по приёму и разборке транспортных средств в соответствии с программой утилизации автомашин.
В июле 2014 года завод выпустил только восемь автомашин. 18 июля 2014 администрация завода приняла решение о сокращении 2,1 тысячи работников. В августе 2014 завод перешёл на трёхдневную рабочую неделю. В конце 2014 года завод фактически остановил выпуск автомобилей, производя только запчасти.
По сравнению с 2014 годом, в 2015 году продажи ЗАЗа сократились с 7463 до 2893 авто, а доля рынка — с 8 до 6,23 %. В 2015 году автозавод выпустил 3937 единицы автотранспорта (на 71 % меньше, чем в 2014 году). Предприятие по сравнению с предыдущим годом сократило выпуск легковых автомобилей на 71 % — до 3624 ед. В январе 2016 года завод остановился и перешёл на выпуск машинокомплектов для General Motors в Египте, где выпускают 20 тыс. авто Lanos в год. На заводе работает чуть больше 1 тысячи человек. В мае 2016 года ЗАЗ презентовал концепт Slavuta Nova, который был разработан совместно c Chery Automobile однако говорить о серийном производстве не приходится.

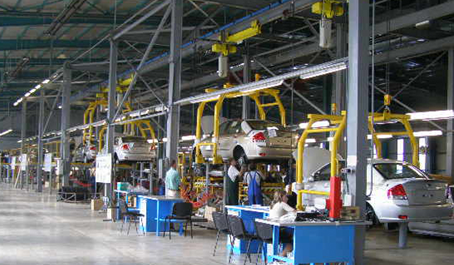
Сборка Kia Cerato на заводе ЗАЗ

По состоянию на конец 2016 года после длительного простоя возобновлено производство автомобилей и автобусов. В декабре 2016 года на Запорожском автозаводе стартовал серийный выпуск легкового фургона ZAZ Vida Cargo. Фургон Vida является собственной разработкой ZAZ: у Chevrolet Aveo предыдущего поколения, точной копией которого является Vida, версии с кузовом фургон не было.
По итогам голосования общего собрания акционеров, произошедшего 26 декабря 2016 года, 100 процентами голосов при полном отсутствии против, не голосовавших, воздержавшихся и испорченных бюллетеней, ПАО «Запорожский автомобилестроительный завод» в очередной раз сменил организационно-правовую форму и название на «Частное акционерное общество „Промавтоинвест“».
27 декабря в Едином государственном реестре юридических лиц «АвтоЗАЗ» был зарегистрирован как ЧАО «Промавтоинвест»
29 ноября 2017 года производство ZAZ Lanos было прекращено.
Завод в 2017 году сократил чистый доход на 15 % к предыдущему году — до 434,62 млн грн, чистый убыток снизился в 2,1 раза — до 287,75 млн грн. По данным финансового отчета предприятия за 2017 год, к началу текущего года общая сумма задолженности ЗАЗ составляла 4 млрд 416,7 млн грн, в том числе кредиты банков 1 млрд 775 млн грн (из них кредитная линия в Проминвестбанке с непогашенной частью долга более 1 млрд грн, срок погашения июнь 2022 года, кредитная линия в Укрэксимбанке — непогашенная часть 675,3 млн грн, срок погашения декабрь 2030 года).
За 10 месяцев 2018 года завод выпустил только 118 автотранспортных средств, в том числе 85 коммерческих авто и 33 автобуса. В 2018 году предприятие не выпустило ни одной легковой автомашины, но продолжало изготавливать кузовные детали.
6 декабря 2018 года была начата процедура банкротства завода.
В мае 2019 года имущество ЗАЗа было выставлено на торги, распродажу имущества осуществляла Украинская Центральная универсальная товарная биржа.

#### 2020-е
По данным «Укравтопрома», в 2020 году ЗАЗ нарастил выпуск автотранспортных средств более чем в 10 раз по сравнению с 2019 годом — до 885 единиц. Рост произошёл из-за возобновления выпуска автомобилей — до 816 ед., тогда как в 2019 — 0 ед. Производство автобусов упало на 2,8 % — до 69 ед.
В целом, за 2020 год Украина сократила производство автотранспортных средств на 31,8 % по сравнению с 2019 годом — до 4952 ед. Выпуск легковых автомобилей упал на 33 %, до 4202 ед, коммерческого транспорта — на 62,5 %, до 51 ед., а автобусов — на 20,2 %, до 699 ед.
В марте 2020 года завод начал пробное производство автомобилей марки LADA: седана Vesta, кроссовера XRAY и универсала Largus. Машины начали поставлять дилерам. О серийном выпуске пока речь не идёт.
В сентябре 2020 года была подтверждена информация про начало сборки АвтоЗАЗом автомобилей марки Renault Arkana. В течение года завод проходил модернизацию, чтобы соответствовать международным требованиям.
За первые 8 месяцев Запорожский автомобилестроительный завод произвёл более 2 тысяч легковых автомобилей.
В августе 2021 года стало известно, что завод начнёт серийное производство городского автобуса на базе одной из моделей Mercedes-Benz.

## Модели
Снятые с конвейера
Ныне выпускаемые:
Renault Arkana

### Объём и ассортимент производства
В 2007 году объём производства автомобилей на данном предприятии составил 276,8 тысячи штук, что составляло 72,9 % от всего производства украинских легковых автомобилей. В 2009 году сократил выпуск автотранспортных средств в 5,6 раза по сравнению с 2008 годом — до 46,18 тыс. ед.
ЗАО «ЗАЗ» по состоянию на 2010 год выпускал легковые автомобили (ЗАЗ, Chance, Sens, Lanos, Chevrolet, ВАЗ и KIA), грузовые автомобили (ТАТА, JAC), автобусы малого класса (I-VAN), запасные части для автомобилей и экспортировал их в Россию, Египет, Армению, Белоруссию, Грузию, Азербайджан, Сирию, Индонезию, Албанию.
По состоянию на конец 2016 года после длительного простоя возобновлено производство автомобилей и автобусов.
В декабре 2016 года на Запорожском автозаводе стартовал серийный выпуск легкового фургона ZAZ Vida Cargo. Фургон Vida является собственной разработкой ЗАЗа: у Chevrolet Aveo предыдущего поколения, точной копией которого является Vida, версии с кузовом фургон не было. В декабре 2017 года выпуск автомобилей Lanos был прекращён, в 2018 году завод планировал специализироваться на производстве коммерческих автомобилей и автобусов. В феврале 2019 начали выпускать новый автобус ЗАЗ А08
| Год                                                                     | 1998                                                                    | 1999                                                                    | 2000                                                                    | 2001                                                                    | 2002                                                                    | 2003                                                                    | 2004                                                                    | 2005                                                                    | 2006                                                                    | 2007                                                                    | 2008                                                                    | 11 месяцев 2010 года (ЗАО «ЗАЗ», включая ХРП «ИЗАА»)                                              | 2011                                                                    | 2012                                                                    | 2013                                                                    | 2014                                                                    | 2015                                                                    | 2016                                                                    | 2017                                                                    | 2018                                                                    | 2019                                                                    | 2020                                                                    |
| Производство автотехники «ЗАЗ» (включая грузовики и автобусы), тыс. шт. | Производство автотехники «ЗАЗ» (включая грузовики и автобусы), тыс. шт. | Производство автотехники «ЗАЗ» (включая грузовики и автобусы), тыс. шт. | Производство автотехники «ЗАЗ» (включая грузовики и автобусы), тыс. шт. | Производство автотехники «ЗАЗ» (включая грузовики и автобусы), тыс. шт. | Производство автотехники «ЗАЗ» (включая грузовики и автобусы), тыс. шт. | Производство автотехники «ЗАЗ» (включая грузовики и автобусы), тыс. шт. | Производство автотехники «ЗАЗ» (включая грузовики и автобусы), тыс. шт. | Производство автотехники «ЗАЗ» (включая грузовики и автобусы), тыс. шт. | Производство автотехники «ЗАЗ» (включая грузовики и автобусы), тыс. шт. | Производство автотехники «ЗАЗ» (включая грузовики и автобусы), тыс. шт. | Производство автотехники «ЗАЗ» (включая грузовики и автобусы), тыс. шт. | Производство автотехники «ЗАЗ» (включая грузовики и автобусы), тыс. шт.                           | Производство автотехники «ЗАЗ» (включая грузовики и автобусы), тыс. шт. | Производство автотехники «ЗАЗ» (включая грузовики и автобусы), тыс. шт. | Производство автотехники «ЗАЗ» (включая грузовики и автобусы), тыс. шт. | Производство автотехники «ЗАЗ» (включая грузовики и автобусы), тыс. шт. | Производство автотехники «ЗАЗ» (включая грузовики и автобусы), тыс. шт. | Производство автотехники «ЗАЗ» (включая грузовики и автобусы), тыс. шт. | Производство автотехники «ЗАЗ» (включая грузовики и автобусы), тыс. шт. | Производство автотехники «ЗАЗ» (включая грузовики и автобусы), тыс. шт. | Производство автотехники «ЗАЗ» (включая грузовики и автобусы), тыс. шт. | Производство автотехники «ЗАЗ» (включая грузовики и автобусы), тыс. шт. |
| ----------------------------------------------------------------------- | ----------------------------------------------------------------------- | ----------------------------------------------------------------------- | ----------------------------------------------------------------------- | ----------------------------------------------------------------------- | ----------------------------------------------------------------------- | ----------------------------------------------------------------------- | ----------------------------------------------------------------------- | ----------------------------------------------------------------------- | ----------------------------------------------------------------------- | ----------------------------------------------------------------------- | ----------------------------------------------------------------------- | ------------------------------------------------------------------------------------------------- | ----------------------------------------------------------------------- | ----------------------------------------------------------------------- | ----------------------------------------------------------------------- | ----------------------------------------------------------------------- | ----------------------------------------------------------------------- | ----------------------------------------------------------------------- | ----------------------------------------------------------------------- | ----------------------------------------------------------------------- | ----------------------------------------------------------------------- | ----------------------------------------------------------------------- |
| Полномасштабное производство                                            | 11,1                                                                    | 6,0                                                                     | 8,0                                                                     | 12,7                                                                    | 17,3                                                                    | 45,0                                                                    | 90,5                                                                    | 90,3                                                                    | 128,6                                                                   | 158,5                                                                   | 123,9                                                                   |                                                                                                   |                                                                         | 42,695                                                                  |                                                                         |                                                                         |                                                                         |                                                                         |                                                                         |                                                                         |                                                                         | нет данных                                                              |
| Легковые автомобили                                                     |                                                                         |                                                                         |                                                                         |                                                                         |                                                                         |                                                                         |                                                                         |                                                                         |                                                                         |                                                                         |                                                                         | ЗАЗ — 4,857 Chance — 17,391, Sens — 2,508, Lanos — 6,497, Lanos-фургон — 0,487, Chevrolet — 2,247 |                                                                         |                                                                         |                                                                         |                                                                         |                                                                         |                                                                         |                                                                         | —                                                                       | —                                                                       | нет данных                                                              |
| Грузовые автомобили                                                     |                                                                         |                                                                         |                                                                         |                                                                         |                                                                         |                                                                         |                                                                         |                                                                         |                                                                         |                                                                         |                                                                         |                                                                                                   |                                                                         |                                                                         |                                                                         |                                                                         |                                                                         |                                                                         |                                                                         |                                                                         |                                                                         | нет данных                                                              |
| Автобусы                                                                |                                                                         |                                                                         |                                                                         |                                                                         |                                                                         |                                                                         |                                                                         |                                                                         |                                                                         |                                                                         |                                                                         | 0,342                                                                                             |                                                                         |                                                                         |                                                                         |                                                                         |                                                                         |                                                                         |                                                                         | 0,045                                                                   | 0,070                                                                   | 0,069                                                                   |
| Крупноузловое производство                                              | 12,9                                                                    | 0                                                                       | 3,7                                                                     | 2,1                                                                     | 6,5                                                                     | 24,6                                                                    | 35,5                                                                    | 57,9                                                                    | 64,5                                                                    | 123,8                                                                   | 133,7                                                                   | KIA — 3,798 ВАЗ — 0,871                                                                           |                                                                         |                                                                         |                                                                         |                                                                         |                                                                         |                                                                         |                                                                         |                                                                         |                                                                         | нет данных                                                              |
| Итого                                                                   | 24,0                                                                    | 6,0                                                                     | 11,7                                                                    | 14,8                                                                    | 23,8                                                                    | 69,6                                                                    | 126,0                                                                   | 148,2                                                                   | 193,1                                                                   | 282,3                                                                   | 257,6                                                                   | 39,964                                                                                            | 60,862                                                                  | 42,7                                                                    | 20,301                                                                  | 13,127                                                                  | 3,937                                                                   | 0,526                                                                   | 1,674                                                                   | 0,131                                                                   | 0,085                                                                   | 0,885                                                                   |
| Реализация легковых автомобилей «ЗАЗ», тыс. шт.                         |                                                                         |                                                                         |                                                                         |                                                                         |                                                                         |                                                                         |                                                                         |                                                                         |                                                                         |                                                                         |                                                                         |                                                                                                   |                                                                         |                                                                         |                                                                         |                                                                         |                                                                         |                                                                         |                                                                         |                                                                         |                                                                         |                                                                         |
| Экспорт за пределы Украины                                              | 0,1                                                                     | 0,3                                                                     | 0,9                                                                     | 2,4                                                                     | 1,6                                                                     | 2,3                                                                     | 7,5                                                                     | 9,8                                                                     | 39,6                                                                    | 69,3                                                                    | 72                                                                      | 19,439                                                                                            | 29,341                                                                  | 21,107                                                                  | 5,936                                                                   |                                                                         |                                                                         |                                                                         |                                                                         |                                                                         |                                                                         | нет данных                                                              |
| Реализация на внутреннем рынке Украины                                  | 10,8                                                                    | 12,3                                                                    | 12,0                                                                    | 13,0                                                                    | 22,0                                                                    | 65,6                                                                    | 113,0                                                                   | 132,2                                                                   | 144,4                                                                   | 206,6                                                                   | 180,0                                                                   |                                                                                                   | 19,5                                                                    | 18,12                                                                   | 17,7                                                                    |                                                                         | 1,94                                                                    |                                                                         |                                                                         |                                                                         |                                                                         | нет данных                                                              |
| Итого                                                                   | 10,9                                                                    | 12,6                                                                    | 12,9                                                                    | 15,4                                                                    | 23,6                                                                    | 67,9                                                                    | 120,5                                                                   | 142,0                                                                   | 184,0                                                                   | 275,9                                                                   | 252,0                                                                   |                                                                                                   | 48,8                                                                    | 39,2                                                                    | 23,6                                                                    | 7,9                                                                     |                                                                         |                                                                         |                                                                         |                                                                         |                                                                         | нет данных                                                              |

## Партнёры
ЗАО «ЗАЗ» сотрудничает с ведущими конец рейтинга — автомобильными компаниями:
- DaimlerChrysler (с 2002 года)
- Adam Opel (с 2003 года)
- АвтоВАЗ (2003-2022)
- General Motors Daewoo Auto & Technology (с 2004 года)
- ТАТА (с 2004 года)
- Chery (с 2006 года)
- KIA Motors (с 2009 года)

## Награды
- Орден Октябрьской Революции[57].
- Орден Трудового Красного Знамени[57].